# Palotás (tánc)
A palotás ünnepélyes tartású, lassú nemesi tánc, a 19. századi társastánc színpadi változata. Magyarországon hagyományos megnyitó tánc lett a bálokon.

## Nevének eredete
A palotást eleinte főleg királyi és fejedelmi udvarokban táncolták. Elnevezését is a várak, kastélyok dísztermeiről (palota) nyerte.

## Története
A magyar táncok kiforrásának ideje a 16. századra tehető. Köztük a palotásnak, mint táncnak említése először a 19. század elejétől fordult elő (Sándor István, 1801), de a 18. és 19. században élte fénykorát. Ünnepélyes tartású, derűs, lovagias hangulatú társastánc volt. Kialakulásához a kor új hangszerei, új zenéje és új szelleme ösztönözte arra a magyar nemességet, hogy kialakítsák saját előkelő táncukat, melyhez nagyban hozzájárult Rózsavölgyi Márk (1789-1848) magyar zeneszerző tevékenysége is. A Palotás részben a verbunkoson és a friss pároson alapszik, de érvényesül benne a férfias magyar virtus is, mely  előkelő, kifinomult tánccá fejlődött az Andalgóval. Időközben a színpadi zene is befogadta a Palotást Erkel Ferenc Hunyadi László című operájában, valamint Kodály Zoltán Háry János című daljátékán keresztül.
A 19. század második felében a  táncmesterek - köztük például Tóth Samu, Kinszky Károly is - több báli palotást is alkottak. A falusi tánciskolák vizsgabáljaira vagy a vidéki táncmesterek bálnyitóikra vagy bemutatóikra számos sematikus palotás változatot állítottak össze, mint például a sétapalotás, vagy a díszpalotás, de a Nyugat-Dunántúl egyes vidékein, köztük az Őrségben a páros lassú csárdást is gyakran nevezték palotásnak.